# Liste der Kulturgüter in Wildberg
Die Liste der Kulturgüter in Wildberg enthält alle Objekte in der Gemeinde Wildberg im Kanton Zürich, die gemäss der Haager Konvention zum Schutz von Kulturgut bei bewaffneten Konflikten, dem Bundesgesetz vom 20. Juni 2014 über den Schutz der Kulturgüter bei bewaffneten Konflikten sowie der Verordnung vom 29. Oktober 2014 über den Schutz der Kulturgüter bei bewaffneten Konflikten unter Schutz stehen.
Objekte der Kategorie A sind im Gemeindegebiet nicht ausgewiesen, Objekte der Kategorie B sind vollständig in der Liste enthalten, Objekte der Kategorie C fehlen zurzeit (Stand: 1. Januar 2022). Unter übrige Baudenkmäler sind weitere geschützte Objekte zu finden, die im Verzeichnis der Objekte von überkommunaler Bedeutung der kantonalen Denkmalpflege zu finden und nicht bereits in der Liste der Kulturgüter enthalten sind.

## Kulturgüter
| Foto |                                                                           | Objekt                                             | Kat. | Typ | Standort                                    | Beschreibung |
| ---- | ------------------------------------------------------------------------- | -------------------------------------------------- | ---- | --- | ------------------------------------------- | ------------ |
| ja   | Datei hochladen · Wikidata zu Mühle Schalchen mit Nebenbauten (Q29933268) | Mühle Schalchen mit Nebenbauten KGS-Nr.: 12721     | B    | G   | Schalchen, Eschengasse 3, 7 704786 / 251478 |              |
| ja   | Datei hochladen · Wikidata zu Ruine Tössegg (Q1666922)                    | Tössegg, mittelalterliche Burgruine KGS-Nr.: 14833 | B    | F   | 705581 / 255140                             |              |
| ja   | Datei hochladen · Wikidata zu Reformierte Kirche Wildberg (Q55412565)     | Reformierte Kirche KGS-Nr.: 16627                  | B    | G   | Luegetenstrasse 3a 703951 / 253880          |              |

## Übrige Baudenkmäler
| ID       | Foto |                 | Objekt                                         | Kat.   | Typ | Standort                                     | Beschreibung |
| -------- | ---- | --------------- | ---------------------------------------------- | ------ | --- | -------------------------------------------- | ------------ |
| 18200159 | ja   | Datei hochladen | Schalchenmühle, Scheune                        | B reg. | G   | Schalchen, Eschengasse 3 bei 704805 / 251463 |              |
| 18200160 | ja   | Datei hochladen | Schalchenmühle, Ökonomiegebäude                | B reg. | G   | Schalchen, Eschengasse 3 bei 704811 / 251440 |              |
| 18200161 | ja   | Datei hochladen | Schalchenmühle, ehemalige Knochenmühle / Reibe | B reg. | G   | Schalchen, Lammetstrasse 10 704811 / 251492  |              |
| 18200164 | ja   | Datei hochladen | Schalchenmühle, ehemaliger Speicher            | B reg. | G   | Schalchen, Eschengasse 7 704766 / 251432     |              |
| 18200410 | ja   | Datei hochladen | Kleinbauernhaus                                | C      | G   | Ehrikon, Hauptstrasse 21 703522 / 253119     |              |
| 18200620 | ja   | Datei hochladen | Reformiertes Pfarrhaus                         | B reg. | G   | Luegetenstrasse 5 704033 / 253802            |              |

Legende: Im Wesentlichen siehe Legende der Liste der Kulturgüter von nationaler und regionaler Bedeutung, mit folgenden Ausnahmen:
- Anstelle der KGS-Nummer wird als Objekt-Identifikator (ID) die Inventarnummer im Verzeichnis der Objekte von überkommunaler Bedeutung des kantonalen Denkmalschutzamtes verwendet.
- Bei den Kategorien wird wie folgt unterschieden: B kant. = Objekt von kantonaler Bedeutung (Kanton Zürich); B reg. = Objekt von regionaler Bedeutung (Kanton Zürich).